# Kedaung Wetan
Kedaung Wetan is een bestuurslaag in het regentschap Tangerang van de provincie Banten, Indonesië. Kedaung Wetan telt 15.512 inwoners (volkstelling 2010).